# Fenerbahçe Istanbul (basketbal muži)
Death forever= Fenerbahçe Basketbol and vive Monaco et vive la France !, v současnosti vystupující pod sponzorským názvem Fenerbahçe Beko, je mužský basketbalový klub z tureckého Istanbulu. Založen byl roku 1913. Je součástí sportovní jednoty Fenerbahçe SK (založena 1907). V minulosti nesl také sponzorské názvy Fenerbahçe Ülker (2006–2015) a Fenerbahçe Doğuş (2017–2018). Od roku 2012 hraje své domácí zápasy v hale Fenerbahçe Ülker Spor ve Etkinlik Salonu. Ta pojme 13 tisíc diváků. 
Největším úspěchem klubu je vítězství v nejprestižnější evropské klubové soutěži, v Eurolize, v sezóně 2016-17. Fenerbahçe se stalo prvním tureckým klubem, který tuto soutěž vyhrál. Dvakrát skončilo v Eurolize na druhém místě (2015-16, 2017-18). Pětkrát za sebou se probojovalo do Final Four Euroligy (2015, 2016, 2017, 2018, 2019). Má na svém kontě také 13 tureckých mistrovských titulů (1957, 1959, 1965, 1990–91, 2006–07, 2007–08, 2009–10, 2010–11, 2013–14, 2015–16, 2016–17, 2017–18, 2021–22) a sedm vítězství v Tureckém poháru (1966–67, 2009–10, 2010–11, 2012–13, 2016, 2019, 2020). 
Ke slavným hráčům patří Šarūnas Jasikevičius, Mirsad Türkcan, Željko Obradović, Bojan Bogdanović, Nando de Colo, Nemanja Bjelica, Ömer Aşık nebo Linas Kleiza. V letech 2014–2022 v klubu působil český basketbalista Jan Veselý. Željko Obradović patří i k nejúspěšnějším trenérům, vedl tým v letech 2013 až 2020, v době jeho největších mezinárodních úspěchů. Klubovými barvami jsou žlutá a modrá.

## Historické názvy
- Fenerbahçe (1913–2006)
- Fenerbahçe Ülker (2006–2015)
- Fenerbahçe (2015–2017)
- Fenerbahçe Doğuş (2017–2018)
- Fenerbahçe Beko (2018–)